# Roi Huber
Roi Huber (in ebraico רועי הובר‎?; Tzoran-Kadima, 10 febbraio 1997) è un cestista israeliano.